# Seznam skladatelů vážné hudby, Ř
Seznam skladatelů vážné hudby podle abecedy:
A – B –
C – Č –
D – E – 
F – G –
H – Ch –
I – J –
K – L –
M – N –
O – P –
Q – R –
Ř – S –
Š – T –
U – V –
W – X –
Y – Z –
Ž

## Ř
- Václav Řehák  (* 1933)
- Bohuslav Řehoř (* 1938)
- Ivan Řezáč (skladatel) (1924–1977)
- Jaroslav Řídký (1897–1956)
- Oldřich Říha (1893–1985)
- Vojtěch Říhovský (1871–1850)